# O Mágico Di Ó
O Mágico Di Ó é um futuro filme brasileiro do gênero aventura musical. Dirigido por Pedro Vasconcelos e escrito pelo ator e roteirista Vitor Rocha, é uma adaptação do musical O Mágico di Ó O Clássico em Forma de Cordel, inspirado no livro O Mágico de Oz, de L. Frank Baum.

## Enredo
O filme narra a saga de retirantes nordestinos a caminho da cidade de São Paulo. Trazendo um olhar abrasileirado dos personagens Dorothy, Espantalho, Leão e Homem de Lata, tendo como ponto de partida o embarque da menina Doroteia e seus tios em um pau-de-arara, rumo à capital paulista em busca de uma vida melhor, fugindo de uma terra sem chuva e sem esperanças. Neste grupo de migrantes está o cordelista e versador Osvaldo, que começa a contar uma história para distrair seus companheiros de viagem. Os versos, baseados em uma história real, dão asas à imaginação da garota, fazendo com que realidade e fantasia se misturem neste divertido enredo, que tem como protagonista uma Doroteia que deseja levar chuva para sua terra e ver um arco-íris cruzar o Cariri.

### Sinopse
Dorotéia está a caminho de São Paulo com sua família depois de uma grande seca no nordeste. No meio do caminho ela conhece Osvaldo, um contador de historias.

## Elenco
- Luiza Porto como Maria Dorotéia
- Elton Towersey como Mamulengo
- Lui Vizotto como Cabra-de-Lata
- Thiago Sak como Leão
- Renata Versolato como Tia e Bruxa Boa
- Diego Rodda como Tio e Bruxa Má
- Vitor Rocha como Osvaldo

## Produção

### Desenvolvimento
Em 5 de outubro de 2019, foi divulgado que o diretor Pedro Vasconcelos, durante uma sessão do musical de Vitor Rocha no Teatro João Caetano, decidiu adaptá-lo para os cinemas. Segundo Pedro, depois de assistir 15 minutos da peça, logo percebeu um grande potencial na obra para transformá-la em filme. Ao fim do espetáculo, Vasconcelos conversou sobre sua ideia com os autores idealizadores.
Inspirado na minissérie Hoje É Dia de Maria e em sua linguagem artística e teatral, Pedro optou manter o filme fiel a peça de Rocha, com todo roteiro, visagismo, figurinos e elenco originais do espetáculo.

### Filmagens
As filmagens ocorreram de 15 de outubro de 2019 à 5 de novembro de 2019, em Cabaceiras, na Paraíba, a cidade conhecida como a "Roliúde Nordestina", por já ter servido de cenário a inúmeros filmes e séries, como "O Auto da Compadecida". A equipe contava com 23 pessoas na produção, entre técnicos e elenco, uma vez que o projeto foi uma produção independente da produtora Boa Ideia.
Entre o final de outubro e início de novembro de 2019, foram realizadas as últimas tomadas do longa, no Theatro Municipal e na Avenida Paulista, em São Paulo. Foram feitas, também, gravações no final de janeiro de 2020, na última sessão da temporada do espetáculo, no Teatro Anchieta - Sesc Consolação.

### Trilha sonora
A trilha sonora original do musical com músicas de Marco França e texto e letras de Vitor Rocha, foi lançado no dia 20 de março de 2020, antes do filme estrear no cinema.
Para a versão cinematográfica, além das músicas e composições originais, Marco França foi responsável pelos arranjos do filme.

## Lançamento
O Mágico Di Ó estava previsto para ser lançado no segundo semestre de 2020. Porém, com o fechamento das salas de cinemas por conta da pandemia de COVID-19, sua estreia foi postergada e em dezembro de 2020 o filme se encontrava em etapa de pós-produção.
Em entrevista, o diretor Pedro Vasconcelos mencionou sobre possíveis lançamentos pela internet e a volta das salas de cinema.